# آدم هاردي
آدم هاردي (بالإنجليزية: Adam Hardy)‏ هو مؤرخ بريطاني، ولد في 16 أكتوبر 1953 في هاي ويكومب في المملكة المتحدة.